# PERM (computadora)
Programmierbare Elektronische Rechenmaschine München o PERM es un ordenador de programa almacenado de Múnich, construido bajo la ayuda de Hans Piloty y Robert Sauer en el periodo de años de 1952 a 1956. Algunos en broma lo llamaron "Pilotys erstes RechenMonster" (El primer monstruo de cálculo de Piloty.)
La máquina actualmente se puede ver en la excibición de ciencias informáticas en el "Deutsches Museum München".
- Datos: Q392576